# スザンナと長老たち (アルテミジア・ジェンティレスキ、ブルノ)
『スザンナと長老たち』（スザンナとちょうろうたち、伊: Susanna e i vecchioni、英: Suzanna and the Elders）は、イタリア・バロック期の女性画家アルテミジア・ジェンティレスキが1649年にキャンバス上に油彩で制作した絵画で、画家による数点の同主題作のうちの1点である。現在、チェコ共和国のブルノにあるモラヴィア絵画館に所蔵されている。画中にある欄干の右側に画家の署名と制作年が記されている。

## 作品
絵画は、『旧約聖書』の「ダニエル書」にあるスザンナの物語を表している。ある暑い日、ヨアキムの妻スザンナは自宅にあった泉の1つで水浴をしていた。その時、2人の裁判官の老人が隠れた場所から彼女の姿を覗いていたが、彼女は気づかなかった。老人たちはしばらく前から彼女に対して欲望を抱いており、この時、彼女を凌辱しようとした。スザンナが彼らを拒むと、後に彼らは自分たちの裁判官という地位を利用し、彼女を不倫の咎で責めた。しかし、ダニエルが彼女の無実を証明し、彼らは死刑を宣告された。
以前のアルテミジア・ジェンティレスキの同主題作品とは異なり、本作は「はるかに伝統的な解釈」に従っている。スザンナは、長老たちを退けるために神の加護を求めるかのように天を見つめている。一方、風景は大部分のアルテミジアの作品よりも克明に描かれたものとなっている。
本作に見られた大きな損傷と加筆が1953-1954年の修復の際に処置を受けた。また、画面が上下左右とも切断されたことも判明した。

## 来歴
この絵画は最初、1894年のブルノの産業資本家ハインリッヒ・ゴンぺルツ (Heinrich Gomperz) のコレクションに記録され、後にブルノ市に遺贈された。作品は以前、「カラッチ」に帰属されたが、1953-1954年の修復の際、署名が発見され、アルテミジア・ジェンティレスキへと再帰属がなされた。

## アルテミジア・ジェンティレスキのほかの同主題作

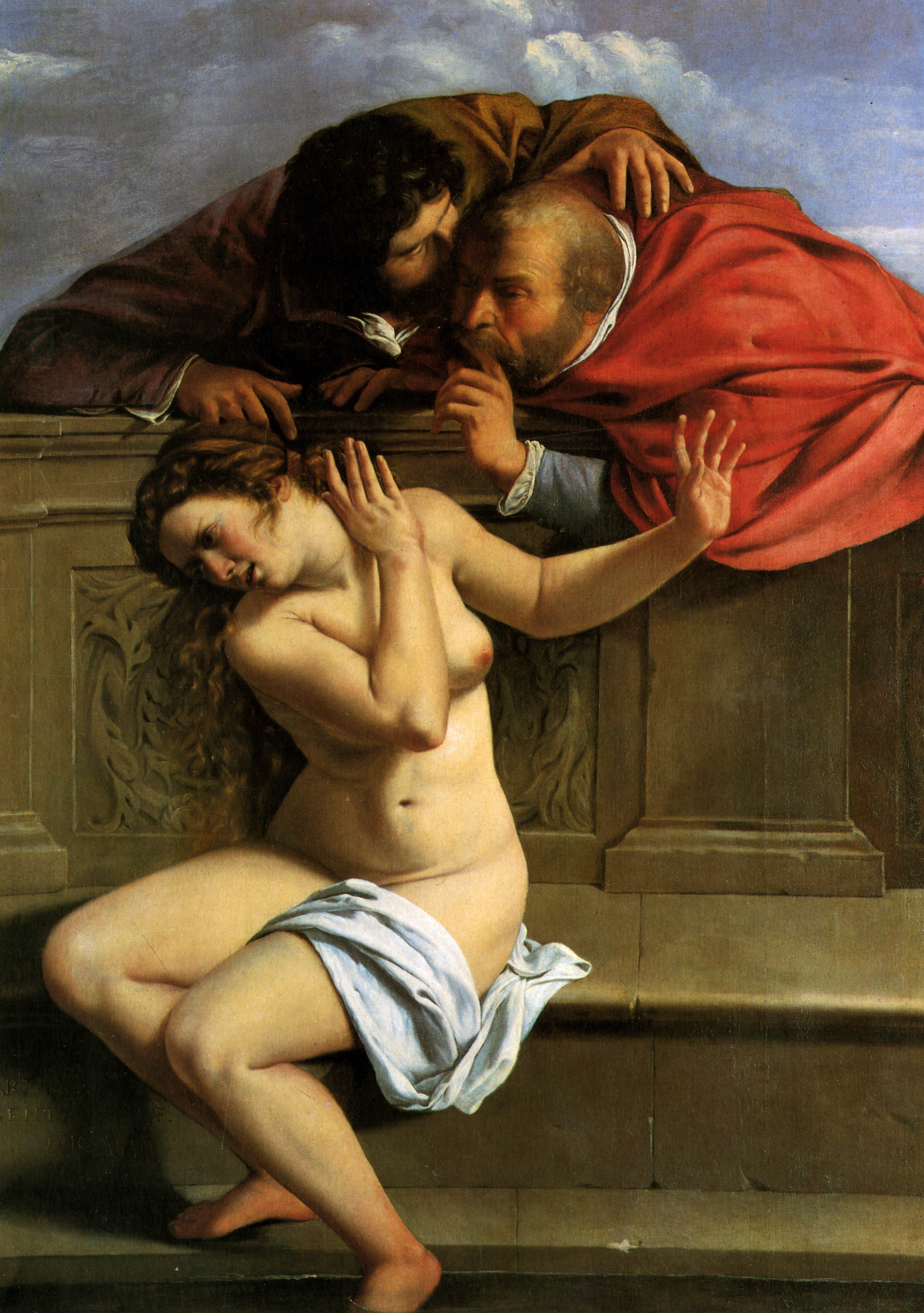
『スザンナと長老たち』、シュロス・ヴァイセンシュタイン（英語版）、ポンマースフェルデン
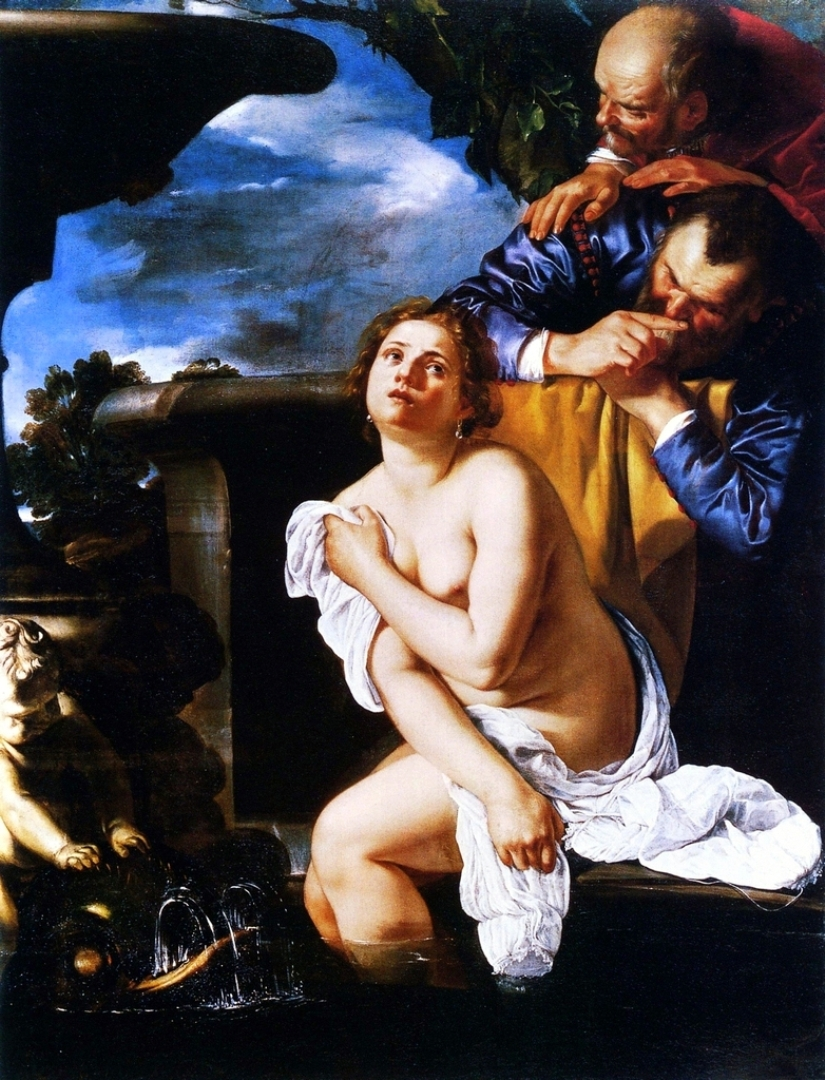
『スザンナと長老たち』 スタムフォード（英語版）、イギリス
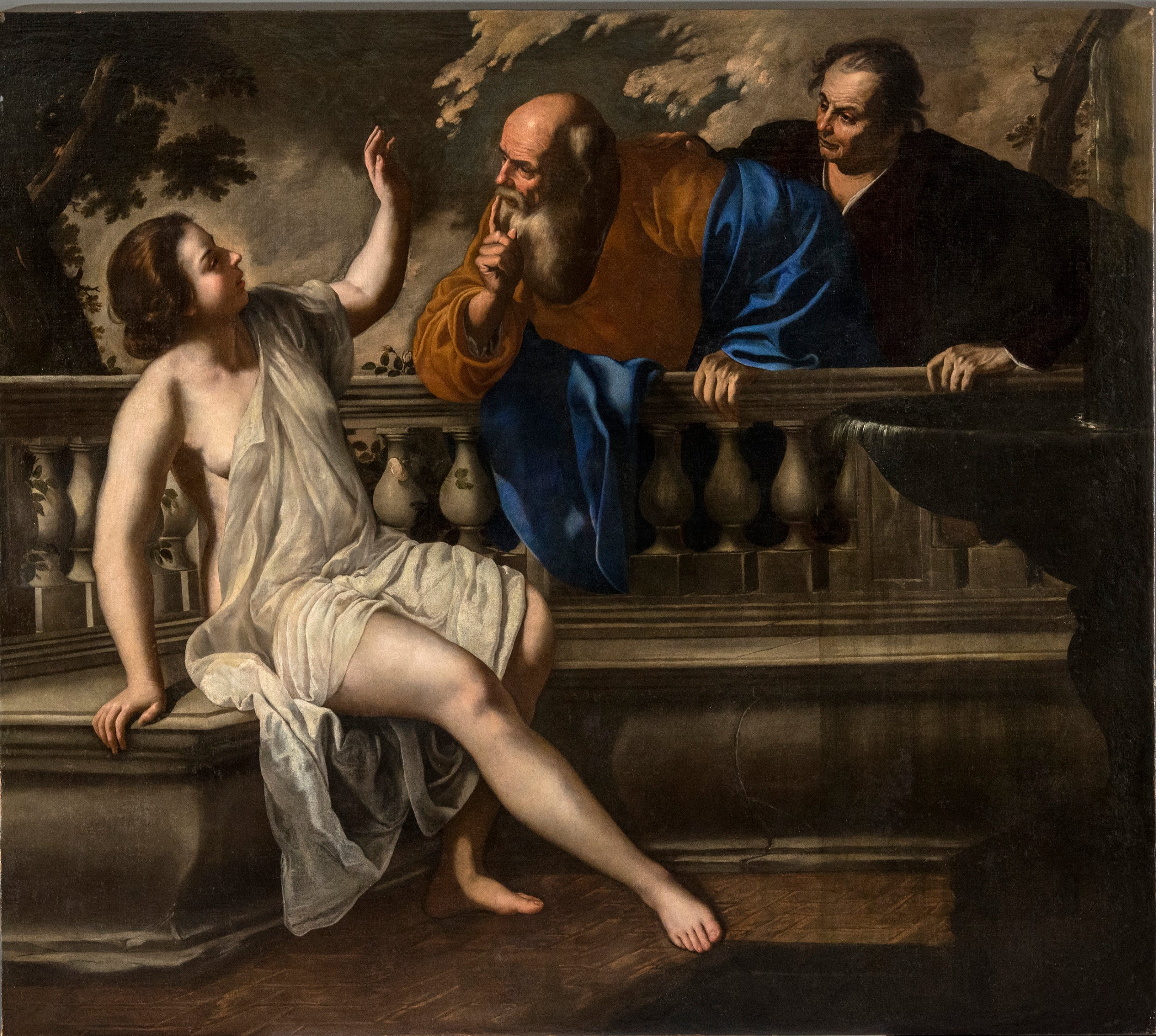
『スザンナと長老たち』、ボローニャ国立絵画館（英語版）